# Laroc
Laroc AB är ett svenskt livsmedelsföretag med huvudkontor i Järfälla. Företaget marknadsför etniska livsmedel, såsom till exempel pistaschmandlar, fikon och soltorkade tomater, under eget varumärke i Skandinavien.
Larocs gjorde sig känt i den svenska livsmedelsbranschen som landets första tillverkare av turkisk yoghurt. Produkten lanserades 2000. Larocs sortiment har sedan dess utvecklats och innefattar det mesta som ryms inom begreppet etnisk mat.
Förutom det egna varumärket Laroc, som främst används för livsmedel från Turkiet, Balkan och Mellanöstern, saluför företaget även populära polska varumärken som Smak (grönsakskonserver) och Pamapol (köttkonserver).
Larocs produkter säljs i alla Coop-butiker under rubriken "Världens mat". Produkterna finns även att köpa i de flesta ICA, City Gross och Vi-butikerna.